# Simon Harris
Simon Harris, född 17 oktober 1986 är en irländsk politiker som sedan 9 april 2024 innehar befattningen som Irlands Taoiseach (regeringschef) tillika ledare för partiet Fine Gael, och är Irlands yngsta Taoiseach någonsin. Han är därtill ledamot av Dáil Éireann (underhuset) för Wicklow sedan 2011. Han innehade olika ministerposter mellan 2016 och 2024.

## Uppväxt
Simon Harris växte upp i Greystones i grevskapet Wicklow som den äldsta av tre syskon. Hans föräldrar jobbade då som taxichaufför och lärarassistent. Han studerade franska och journalism på universitetet innan han hoppade av för att satsa på den politiska karriären.

## Politisk karriär
Harris blev politiskt aktiv som 16-åring i Fine Gaels ungdomsförbund med autistiska personers rättigheter som hjärtefråga på grund av sin autistiske lillebror. Med anledning av detta engagemang hoppade han av universitetet för att snabbt gå från lokalpolitiker till Teacht Dála (ledamot av underhuset) som 24-åring, då dess yngsta ledamot. 
Det tog inte lång tid innan Harris blev minister, först 2016 som hälsominister där han stöttade en legalisering av abort inför folkomröstningen 2018, och kom därefter att hantera de allra tidigaste stadierna av regeringens hantering av covid-pandemin innan han flyttades till andra ämbeten 2020. Från 2022 fram till dess att han valdes av underhuset till Taoiseach var han minister för teknologi, högre utbildning, forskning och innovation samt 2022–2023 justitieminister. Det uppdagades under hans tid som hälsominister att så mycket som 6 000 kvinnor hade fått felaktiga test för livmoderhalscancer 2018 vilket blev en stor kontrovers.
Vid Leo Varadkars avgång som regeringschef 2024 ställde Harris upp som efterträdare och valdes till Fine Gael partiets ledare 24 mars samt Taoiseach 9 april efter en omröstning i underhuset med 88 ledamöter för och 69 mot.

### Tid som regeringschef
Simon Harris tillträdde som regeringschef 9 april 2024 som den yngsta Taoiseach någonsin på bara 37 år. Precis som sin företrädare Varadkar valde han att hålla samman trepartiregeringen bestående av mittenhögerpartierna Fine Gael, Fianna Fáil samt Comhaontas Glas (Gröna partiet). Oppositionen väckte under april krav på att ett allmänt val skulle hållas omedelbart, speciellt lyft av det ledande oppositionspartiet Sinn Féin, något Harris menat att han inte har några planer att göra. Enligt irländsk lag måste ett val hållas innan 19 februari 2025.
I syfte att främja en tvåstatslösning i Israel-Palestina konflikten erkände Harris regering tillsammans med regeringarna i Norge och Spanien Palestina 28 maj 2024.

## Privatliv
Simon Harris är sedan 2017 gift med sjuksköterskan Caoimhe Wade, och de har två barn tillsammans (en flicka och en pojke). 